# A Criação (série de televisão)
A Criação é uma série de televisão portuguesa exibida em 2017 pela RTP Play e pela RTP1 e produzida pela Até ao Fim do Mundo.
Esta série, também no dia 19 de setembro de 2017, foi o primeiro programa em Portugal e feito por uma televisão portuguesa que teve todos os seus episódios estreados ao mesmo tempo, neste caso, na RTP Play, tal como já acontece com outras plataformas, como é o caso da Netflix, que também costuma estrear todos os episódios de cada temporada das suas produções originais ao mesmo tempo.

## Sinopse
Cada episódio desenrola-se à volta de uma encomenda que o cliente faz à agência: quer seja um filme, um evento, um jingle, uma ação de relações públicas, etc. Cada episódio é uma paródia à produção da ideia e a todas as opções e decisões pseudo-racionais que reduzem a ideia inicial, inevitavelmente, ao absurdo.
Paralelamente, e no decorrer dos vários episódios, há histórias sobre as relações entre os vários peluches. Uma relação amorosa entre o Urso e a Galinha, a ambição do Leãozinho em subir na hierarquia, o secreto romance entre a Girafa e a Rata, a relação clássica entre a Ovelhinha e um Pastor e a fixação do Cão em guardar a Ovelha. Além disso, a série mostrará as invejas entre criativos. Nada mais do que «o típico de um escritório cheio de animais de peluche».

## Elenco
| Ator/Atriz            | Personagem    |
| --------------------- | ------------- |
| Alba Baptista         | Ratinha       |
| Bárbara Lourenço      | Galinhola     |
| Bruna Quintas         | Pequeno Robot |
| Diogo Mesquita        | Urso          |
| Gonçalo Carvalho      | Leãozinho     |
| Mafalda Jara          | Girafa        |
| Rita Tristão da Silva | Ovelhinha     |
| Romeu Vala            | Corvo         |
| Tomás Alves           | Cão           |
| Angel Tovar           | Raposa        |
| Luís Lobão            | Pastor        |

### Elenco adicional
- Afonso Lagarto - João Varela
- Joaquim Horta - César
- Philippe Leroux - Ricardo
- Cláudia Semedo - Jornalista
- Guilherme Filipe - Actor Doente
- Eduardo Frazão - Manuel
- David Pereira Bastos - Martim
- Hugo Franco - João Pinheiro
- Rui Melo - Félix
- Viriato Quintela - André
- Ana Burea - Modelo Estúdio
- Ana Mendes - Mulher Loira
- Alexandre Soares - ele próprio
- Ana Araújo - Modelo
- Alfredo Brito - Homem Velho
- Carlos Saltão - Empregado Restaurante
- Fernando Alvim - ele próprio
- Carolina Brandão - Paula
- Filipa Pinto Coelho - Maria
- António Durães - Homem
- Amélia Videira - Avó
- Pompeu José - Juiz
- Joana Marques - ela própria
- André Patrício - Transexual
- Joana Vasconcelos - ela própria
- Luís Barros - Médico
- Manuel Gomes da Silva - Bebé Campanha
- Catarina Guerreiro - Mulher Gorda
- Sergio Ribeiro - Técnico Pós
- Sofia Ring - Modelo Estúdio
- Maria Ana Filipe - Patrícia
- Cátia Ribeiro - Mulher Nova
- Taru - Modelo Estúdio
- Francisco Beatriz - Contabilista
- Samuel Alves - Polícia
- Juana Pereira da Silva - Mulher Fininha
- Miguel Costa - Porteiro
- Pedro Marques - Hipster
- Mariana Pereira - Hospedeira
- Maria Frére - Hospedeira
- Tiago Retré - Homem Gordo
- Pedro Diogo - Barman
- Rui Unas - ele próprio

## Episódios
| #  | Título                           | Exibição em Portugal   | Exibição em Portugal   | Audiência na RTP1 | Audiência na RTP1 | Audiência na RTP1 |
| #  | Título                           | Na RTP Play            | Na RTP1                | Espectadores      | Share             | Rating            |
| -- | -------------------------------- | ---------------------- | ---------------------- | ----------------- | ----------------- | ----------------- |
| 1  | Sexo e Pudim                     | 19 de setembro de 2017 | 19 de setembro de 2017 | 169 000           | 4,7%              | 1,7%              |
| 2  | Azul Áspero                      | 19 de setembro de 2017 | 26 de setembro de 2017 | 123 500           | 3,8%              | 1,3%              |
| 3  | A Montanha Pariu Ratos           | 19 de setembro de 2017 | 3 de outubro de 2017   | 123 500           | 3,3%              | 1,3%              |
| 4  | A Modernização do Chouriço       | 19 de setembro de 2017 | 10 de outubro de 2017  | 237 500           | 7%                | 2,5%              |
| 5  | Um Bordel de Espuma              | 19 de setembro de 2017 | 17 de outubro de 2017  | 152 000           | 4,6%              | 1,6%              |
| 6  | O Menino XXI                     | 19 de setembro de 2017 | 24 de outubro de 2017  | 171 000           | 4,3%              | 1,8%              |
| 7  | Meia Dose                        | 19 de setembro de 2017 | 7 de novembro de 2017  | 133 000           | 3,6%              | 1,4%              |
| 8  | Viral Consensual                 | 19 de setembro de 2017 | 14 de novembro de 2017 | 256 500           | 7,4%              | 2,7%              |
| 9  | Um Episódio com a Gisele Bunchen | 19 de setembro de 2017 | 21 de novembro de 2017 | 142 500           | 3,4%              | 1,5%              |
| 10 | O Grande Báculo                  | 19 de setembro de 2017 | 28 de novembro de 2017 | 190 000           | 5%                | 2,1%              |

## Curiosidades
- A série teve uma audiência média de 1,8%/4,7% (rating/share).